# BB (稱呼)
BB是香港粵語對嬰兒的暱稱，英文字「baby」的簡寫，寶寶、寶貝的意思。
亦為香港網民對他們心目中「女神」的親切稱呼，但是近年來亦有對「男神」有如此稱謂。

## 源頭
- 女藝人李彩華於2003年發行的流行歌 "你唔愛我啦" 中的一句歌詞﹕"淨係想聽多一次BB好愛你"。[1]
- 女藝人林嘉欣、李嘉欣於2010年先後結婚並在隨後產子，因此被簡稱作嘉欣BB，意指嘉欣的BB。[2][3]
- 女藝人鍾嘉欣於2011年始被稱為嘉欣BB，全因其清純的氣質及形象，加上她在2011年演活了劇集《點解阿Sir係阿Sir》中的角色Miss Koo。[4][5]
- 女藝人Angelababy出道以來一直以Angelababy自居，亦有指Baby可能是BB的源頭。

## 後續
- 女藝人吳千語於2012年被當時的男友林峯在台上公開稱為BB。

## 爭議
- 自2013年後，BB的稱呼開始出現濫用的趨勢，幾乎每個女藝人都會被冠上BB的稱號，例如夏蕙BB，因此一般來說，只有早期被網民稱呼為BB的藝人才會被承認。

## 外部連結
- 蘋果日報﹕娛圈360：BB大募集（页面存档备份，存于）
- 頭條日報﹕太陽底下——BB來了！（页面存档备份，存于）